# Piredede
Piredede is een dorp in het Turks district İmranlı in de provincie Sivas. Het dorp ligt ongeveer 11 km ten noordoosten van de stad İmranlı en 111 km ten noordoosten van de stad Sivas. Het dorp is een van de twee - samen met Eskidere - religieus gemengde dorpen in İmranlı: er wonen naast alevitische Zaza, die uit de regio Dersim zijn gekomen, ook soennitische Turken, die oorspronkelijk uit de Kaukasus afstammen.

## Bevolking
Het dorp Piredede is een van de dunbevolktste dorpen in de regio; in 2019 woonden er slechts 14 personen permanent in het dorp - een stijging vergeleken met het minimum van 8 personen in 2007. In de jaren zestig en zeventig van de twintigste eeuw woonden er echter nog rond de 200 personen in het dorp. Het overgrote deel van de oorspronkelijke inwoners is geëmigreerd naar grotere Turkse steden, zoals Istanboel, Ankara of Bursa, of naar landen in West-Europa. 
| Jaar | Totaal | Mannen | Vrouwen |
| ---- | ------ | ------ | ------- |
| 2019 | 14     | 9      | 5       |
| 2012 | 12     | 7      | 5       |
| 2007 | 8      | 4      | 4       |
| 1997 | 51     |        |         |
| 1985 | 145    |        |         |
| 1975 | 176    | 78     | 98      |
| 1970 | 181    | 82     | 99      |
| 1960 | 214    | 106    | 108     |
| 1955 | 207    | 97     | 110     |
| 1950 | 186    |        |         |